# Ranville
Ranville település Franciaországban, Calvados megyében. Lakosainak száma 2055 fő (2022. január 1.). Ranville Amfreville, Bénouville, Blainville-sur-Orne, Bréville-les-Monts, Colombelles, Hérouvillette és Ouistreham községekkel határos.

## Népesség
A település népessége az elmúlt években az alábbi módon változott:
| Lakosok száma | 1005 | 1690 | 1681 | 1750 | 1637 | 1776 | 1805 | 1909 | 1962 | 2055 |
|               | 1968 | 1982 | 1990 | 2006 | 2013 | 2015 | 2017 | 2019 | 2020 | 2022 |

## Képek

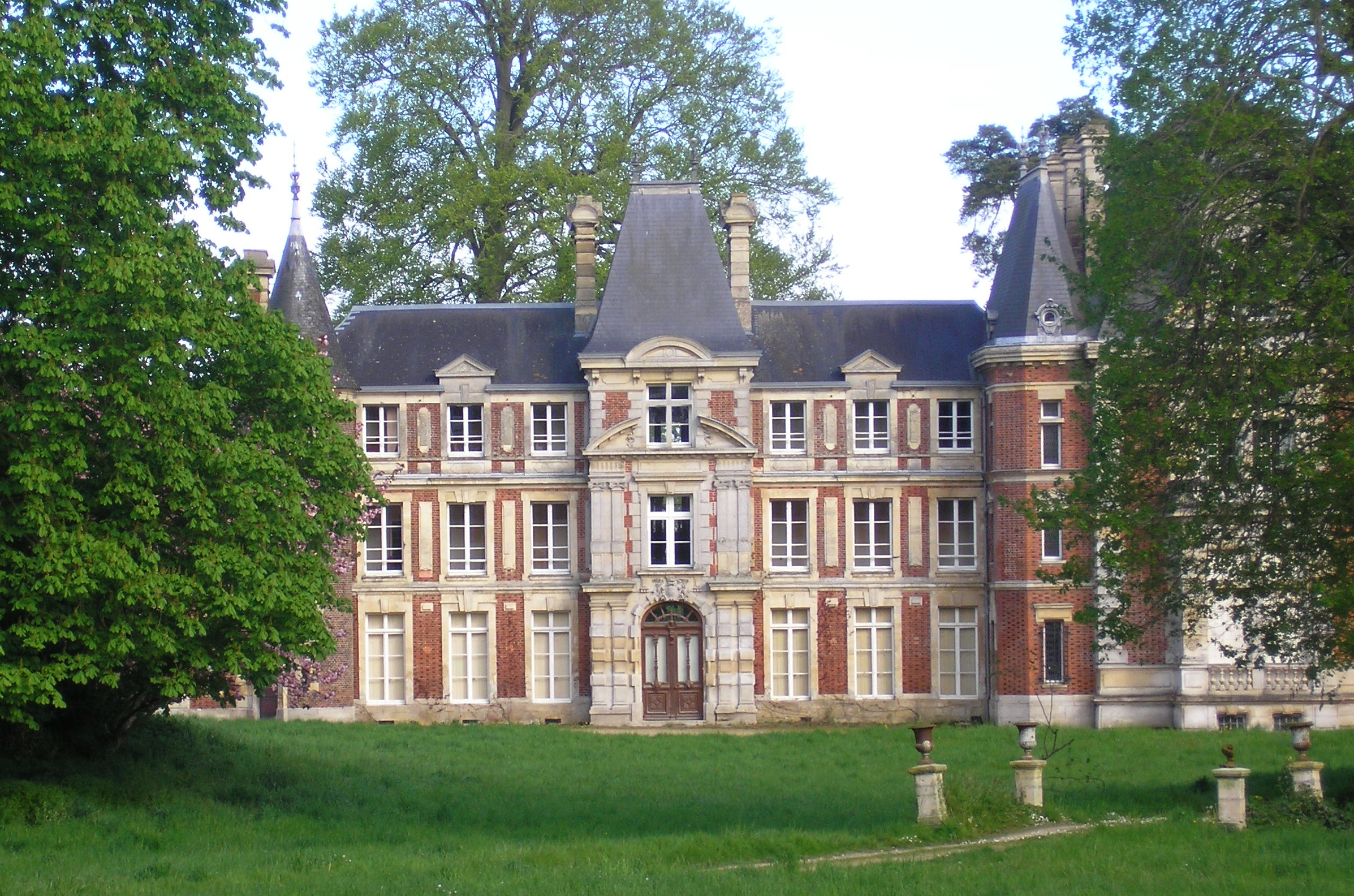
Château du Mariquet
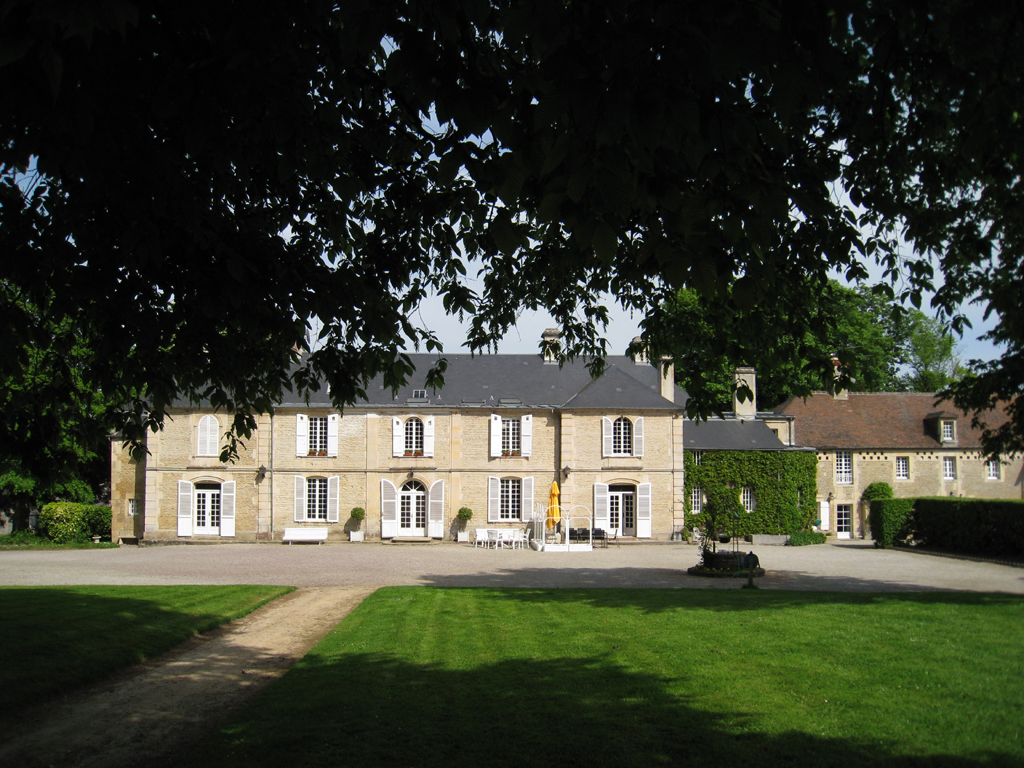
A Guernon-Ranville kastély
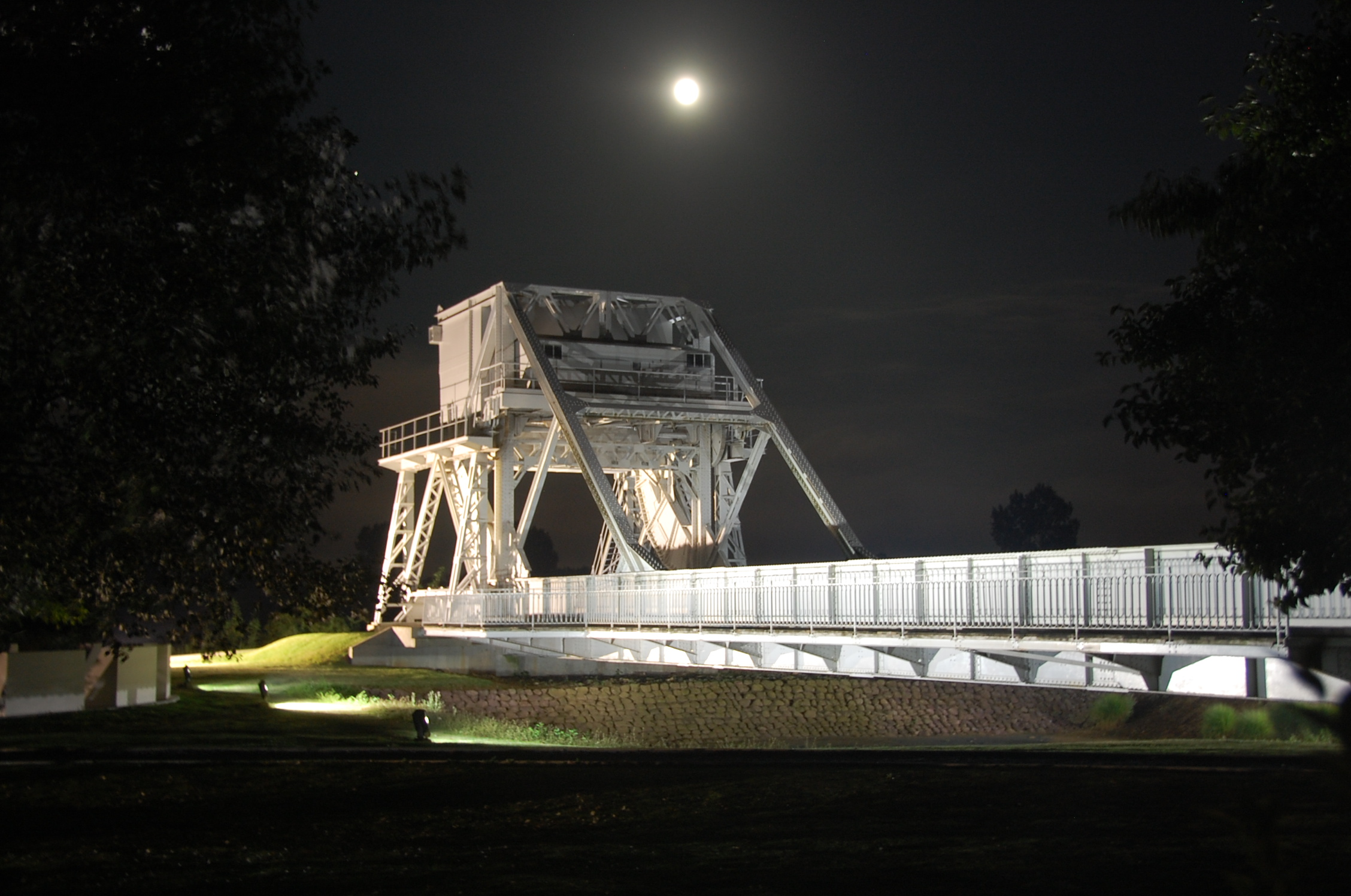
A Pegazus híd
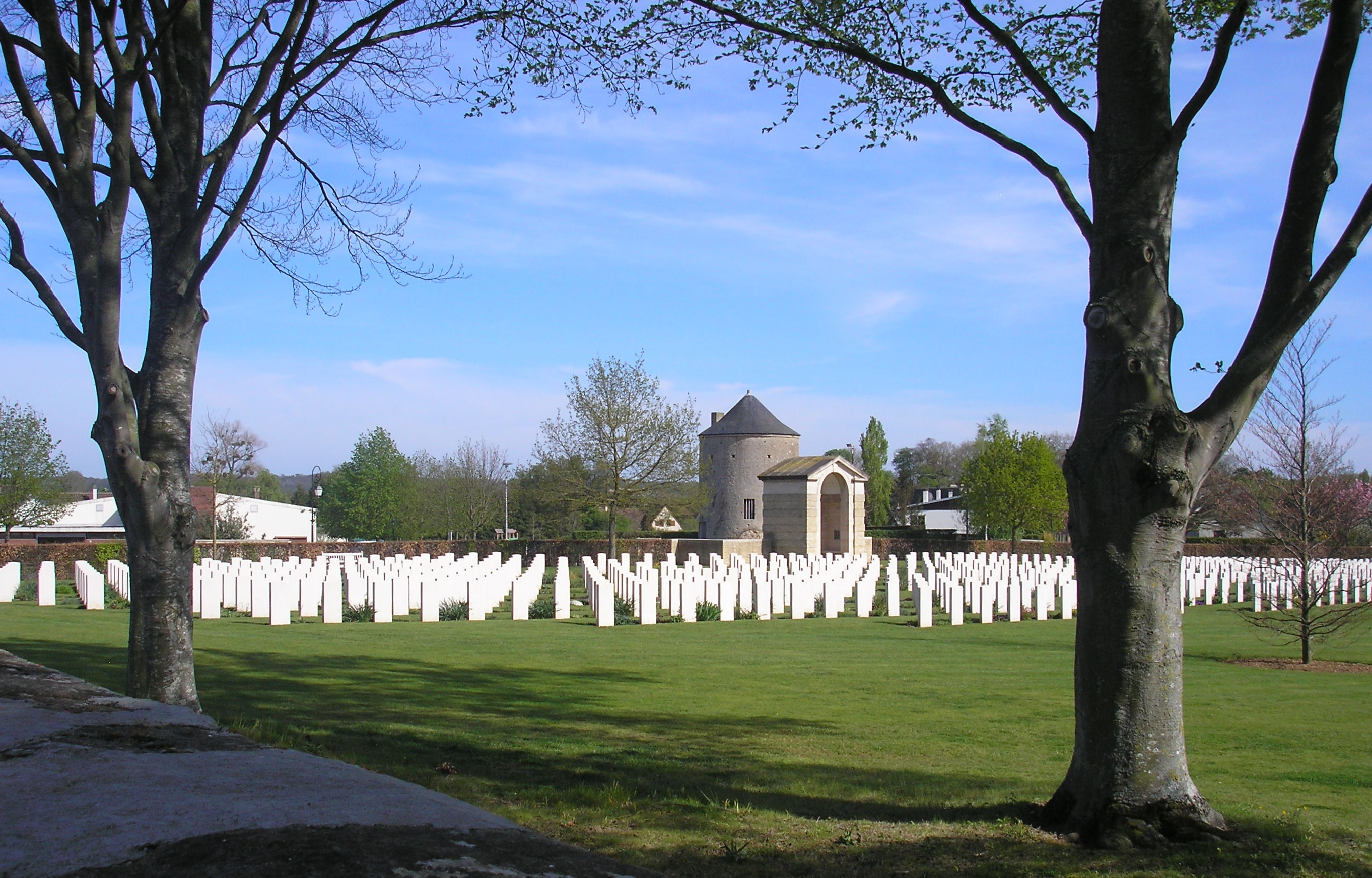
A katonai temető